# Lucas Javier Acevedo
Lucas Javier Acevedo (Justiniano Posse, 8 novembre 1991) è un calciatore argentino, difensore del Deportivo Táchira.

## Caratteristiche tecniche
È un difensore centrale.

## Carriera
Ha esordito in Primera División il 9 agosto 2014 con la maglia del Rosario Central in occasione del match vinto 3-1 contro il Quilmes.
Il 12 luglio 2023 si trasferisce all'Atromītos.